# روبرت فرناندز
روبرت فرناندز (انگلیسی: Robert Fernández؛ زادهٔ ۵ ژوئیهٔ ۱۹۶۲) بازیکن فوتبال اهل اسپانیا است.
از باشگاه‌هایی که در آن بازی کرده‌است می‌توان به باشگاه فوتبال بارسلونا، باشگاه فوتبال ویارئال، باشگاه فوتبال کوردوبا، و باشگاه فوتبال والنسیا اشاره کرد.
وی همچنین در تیم‌های ملی فوتبال زیر ۱۸ سال اسپانیا، زیر ۱۹ سال اسپانیا، زیر ۲۱ سال اسپانیا، زیر ۲۳ سال اسپانیا و اسپانیا بازی کرده‌است.